# Terry Braunstein
Terry Braunstein (ur. 1940), kanadyjski curler, wicemistrz świata z 1965. 
Braunstein reprezentował Granite Curling Club z Winnipeg. Jego juniorska drużyna wygrała rozgrywki prowincjonalne Manitoby w 1958, bardzo dobrze radziła sobie także w Macdonald Brier. Manitoba wraz z Albertą po Round Robin zajęły 1. miejsce, by wyłonić mistrza rozegrano tie-breaker, w którym złote medale obronił Matt Baldwin. Udział tak młodej drużyny – otwierający miał zaledwie 16 lat, doprowadził do wprowadzenia wieku minimalnego  dla uczestników.
Drużyna z Braunsteinem na czele wygrała turniej prowincjonalny ponownie w 1965. Na mistrzostwach kraju curlerzy z Winnipeg przegrali tylko jeden mecz i zdobyli tytuły mistrzowskie. Reprezentowali kraj na Mistrzostwach Świata 1965. Z 4 wygranymi i przegraną przeciwko USA awansowali do półfinału, w którym zwyciężyli 8:4 nad Szkocją (Chuck Hay). W finale Kanadyjczycy jeszcze raz ulegli Amerykanom (Bud Somerville) 6:9. Był to pierwszy przypadek w historii, kiedy Kanada nie odniosła triumfu w tych zawodach.

## Drużyna
|           | Czwarty          | Trzeci         | Drugi          | Otwierający        |
| --------- | ---------------- | -------------- | -------------- | ------------------ |
| 1964/1665 | Terry Braunstein | Don Duguid     | Ron Braunstein | Ray Turnbull       |
| 1957/1958 | Terry Braunstein | Ron Braunstein | Ray Turnbull   | Jack Van Hellemond |